# پل فرکلاف
پل فرکلاف (انگلیسی: Paul Fairclough؛ زادهٔ ۳۱ ژانویهٔ ۱۹۵۰) بازیکن فوتبال اهل بریتانیا است.
از باشگاه‌هایی که در آن بازی کرده‌است می‌توان به باشگاه فوتبال ویلدستون، باشگاه فوتبال ویتون آلبیون، باشگاه فوتبال لیورپول، باشگاه فوتبال ویگان اتلتیک، باشگاه فوتبال چزنت، و باشگاه فوتبال سنت آلبنز سیتی اشاره کرد.